# Edy Reinalter
Romedi (Edy) Reinalter (Sankt Moritz, 24 december 1920 - Tschagguns, 19 november 1962), was een Zwitsers alpineskiër. Hij nam eenmaal deel aan de Olympische Spelen en won bij die gelegenheid een gouden medaille.
Op de Winterspelen van 1948 in zijn geboorteplaats was hij de eerste olympisch kampioen in de discipline slalom. Tot nu toe (OS 2014) is hij ook de enige Zwitser die deze titel veroverde. Jacques Lüthy (derde) was in 1980 nog de enige Zwitser die op de slalom het olympisch podium behaalde. Omdat het olympisch toernooi tevens als Wereldkampioenschap gold werd hij ook wereldkampioen op de slalom. Hier was Georges Schneider (1950) nog de enige Zwitser die nadien wereldkampioen werd in de slalom.
Op 19 november 1962 kwam hij in de leeftijd van 41 jaar om het leven bij het schoonmaken van zijn jachtgeweer, waarbij zich nog een kogel in de loop van het geweer bevond.
In zijn actieve tijd was hij aangesloten bij Guardia Grischa.

## Kampioenschappen
1948: Edy Reinalter ·
1952: Othmar Schneider ·
1956: Toni Sailer ·
1960: Ernst Hinterseer ·
1964: Josef Stiegler ·
1968: Jean-Claude Killy ·
1972: Francisco Fernández Ochoa ·
1976: Piero Gros ·
1980: Ingemar Stenmark ·
1984: Phil Mahre ·
1988: Alberto Tomba ·
1992: Finn Christian Jagge ·
1994: Thomas Stangassinger ·
1998: Hans Petter Buraas ·
2002: Jean-Pierre Vidal ·
2006: Benjamin Raich ·
2010: Giuliano Razzoli ·
2014: Mario Matt ·
2018: André Myhrer ·
2022: Clément Noël
- Gemeinsame Normdatei: 106132754X
- Virtual International Authority File: 312620204